# 杨琏
杨琏（920年—940年），中國五代十国時代人物，南吴睿帝杨溥的长子。开始封为江都王，930年，被立为太子，937年，娶徐知诰的女儿（後來的永興公主）为太子妃。同年，南唐建立，徐知诰成为皇帝，改名李昪，改封前朝太子杨琏为弘农郡公、平卢军、康化军节度使、中书令。杨琏拒绝，请求为父守丧三年。939年夏，李昪将杨氏一族囚禁于泰州永宁宫，但杨琏似乎未被囚禁，且最终携妻赴任康化军。940年，杨琏从睿帝墳墓平陵回京的时候，在船裡大醉暴亡。时人認為是李昪谋杀，李昪追谥他为弘农靖王。